# Trematodon longirostris
Trematodon longirostris là một loài rêu trong họ Bruchiaceae. Loài này được Schwägr. mô tả khoa học đầu tiên năm 1816.